# Sinabelkirchen
Sinabelkirchen è un comune austriaco di 4 165 abitanti nel distretto di Weiz, in Stiria; ha lo status di comune mercato (Marktgemeinde).